# Championnats d'Asie d'escrime 2004
Navigation
Édition précédente Édition suivante
Les 9es championnats d'Asie d'escrime se déroulent à Manille aux Philippines du 21 au 26 avril 2004.

## Médaillés
| Épreuves                               | Or            | Argent           | Bronze                        |
| -------------------------------------- | ------------- | ---------------- | ----------------------------- |
| Épée                                   |               |                  |                               |
| Hommes individuel résultats détaillés  | Kim Won-jin   | Sergey Shabalin  | Alexandr Axenov Shogo Nishida |
| Hommes par équipes résultats détaillés | Kazakhstan    | Iran             | Chine Corée du Sud            |
| Femmes individuel résultats détaillés  | Tan Li        | Megumi Harada    | Sabrina Lui Zhang Jiangqing   |
| Femmes par équipes résultats détaillés | Chine         | Corée du Sud     | Hong Kong Kazakhstan          |
| Fleuret                                |               |                  |                               |
| Hommes individuel résultats détaillés  | Zhu Jun       | Nontapat Panchan | Cha Hyung-woo Toru Yamaguchi  |
| Hommes par équipes résultats détaillés | Chine         | Japon            | Hong Kong Corée du Sud        |
| Femmes individuel résultats détaillés  | Su Wanwen     | Ma Na            | Kim Na-rae Liu Yuan           |
| Femmes par équipes résultats détaillés | Chine         | Corée du Sud     | Hong Kong Japon               |
| Sabre                                  |               |                  |                               |
| Hommes individuel résultats détaillés  | Zhong Man     | Cai Lin          | Mojtaba Abedini Peiman Fakhri |
| Hommes par équipes résultats détaillés | Chine         | Corée du Sud     | Iran Kazakhstan               |
| Femmes individuel résultats détaillés  | Zhao Yuanyuan | Kim Young-ju     | Madoka Hisagae Sakura Kaneko  |
| Femmes par équipes résultats détaillés | Chine         | Japon            | Hong Kong Corée du Sud        |

## Tableau des médailles
| Rang  | Nation       | Or | Argent | Bronze | Total |
| ----- | ------------ | -- | ------ | ------ | ----- |
| 1     | Chine        | 10 | 2      | 3      | 15    |
| 2     | Corée du Sud | 1  | 4      | 5      | 10    |
| 3     | Kazakhstan   | 1  | 1      | 3      | 5     |
| 4     | Japon        | 0  | 3      | 5      | 8     |
| 5     | Iran         | 0  | 1      | 3      | 4     |
| 6     | Thaïlande    | 0  | 1      | 0      | 1     |
| 7     | Hong Kong    | 0  | 0      | 5      | 5     |
| Total | Total        | 12 | 12     | 24     | 48    |